# Zé Arigó
José Pedro de Freitas (Congonhas do Campo, 18 de outubro de 1918 — 11 de janeiro de 1971) foi um curandeiro brasileiro. Era conhecido como "José Arigó" ou simplesmente "Zé Arigó".
Durante cerca de vinte anos, realizou cirurgias espirituais enquanto falava com um sotaque alemão e alegava estar incorporando um médico alemão fictício denominado Dr. Fritz. Essas atividades o levaram a ficar conhecido nacional e internacionalmente, e a ser preso duas vezes pelo crime de curandeirismo.

## Biografia

### Juventude e matrimônio
Um dos oito filhos do sitiante Antônio de Freitas Sobrinho e Maria André de Freitas, nasceu na Fazenda do Faria, a cerca de seis quilômetros de Congonhas. Os poucos recursos da família apenas lhe asseguraram os estudos até à terceira série do atual Ensino Fundamental, no Grupo Escolar Barão de Congonhas.
Em 1933, aos quatorze anos de idade, ingressou na Companhia de Mineração de Ferro e Carvão, posteriormente denominada Ferteco Mineração S/A e hoje incorporada à CVRD,  onde trabalhou até 1942. Neste período ganhou o apelido que o acompanharia toda a vida: "Arigó", que tanto é uma gíria para ingênuo, bobo ou matuto, quanto um apelido dado aos trabalhadores que construíam estradas de ferro e engenhos. Nomeado servidor do IAPTC, atual INSS, trabalhou na função pública até ao fim da vida.
Em 1944, então com vinte e cinco anos de idade, desposou Arlete Soares, sua prima em 4º grau, época em que deixou a casa dos pais. Da união nasceram seis filhos: José Tarcísio, Haroldo, Ery, Sidney, Leôncio Antônio e Leonardo José.

### O início das atividades como curandeiro
Por volta de 1950, Arigó começou a apresentar fortes dores de cabeça, insônia, percebendo visões (uma luz descrita como muito brilhante) e uma voz gutural (em idioma que não compreendia) que o fizeram acreditar encontrar-se à beira da loucura. A situação perdurou por cerca de três anos, durante os quais visitou médicos e especialistas, sem melhorias.
De acordo com seus biógrafos, certo dia, em um sonho nítido, a voz que o atormentava foi percebida por Arigó como pertencendo a um personagem robusto e calvo, vestido com roupas antigas e um avental branco, supervisionando uma equipe de médicos e enfermeiros em uma grande sala cirúrgica, em torno de um paciente. Após o sonho ter se repetido por várias vezes, o personagem apresentou-se como sendo Adolph Fritz, um médico alemão desencarnado durante a Primeira Guerra Mundial (1914-1918), sem que tivesse completado a sua obra na Terra. Embora não pudesse compreender o idioma, compreendeu a mensagem que o personagem lhe dirigia: Arigó fora escolhido como médium pelo Dr. Fritz para realizar essa obra. Outros espíritos, de médicos e de enfermeiros desencarnados, os auxiliariam. Ainda de acordo com os seus biógrafos, Arigó acordou desse sonho tão assustado que saiu correndo, nu, aos gritos, ganhando a rua. Parentes e amigos trouxeram-no de volta ao lar, onde chorou copiosamente. Procurados, os médicos procederam a exames clínicos e psicológicos, sem encontrar nada de anormal, embora as dores de cabeça e os pesadelos continuassem. Até mesmo o padre da cidade tentou auxiliar, efetuando algumas sessões de exorcismo, sem sucesso.
A partir de então, uma força que Arigó reputava como "estranha" passou a utilizar-se de suas mãos rudes para manejar instrumentos também rudes, em delicados procedimentos cirúrgicos, no atendimento a enfermos e aflitos.

### A prática mediúnica e a pesquisa científica
Arigó possuía formação católica tradicional, e seu nome, a rigor,  não se associa formalmente nem ao Espiritualismo nem ao Espiritismo.
Apesar da desaprovação da Igreja Católica e das autoridades civis, Arigó fundou uma clínica à Rua Marechal Floriano, em Congonhas, onde chegava a tratar, gratuitamente, até duzentas pessoas por dia, oriundas da região e dos diversos Estados do país, da América do Sul, da Europa e dos Estados Unidos. À época, Congonhas chegou a estar ligada a Buenos Aires (Argentina) e a Santiago do Chile por linha de ônibus direta e regular.
Entre as dificuldades de ordem legal enfrentadas pelo médium, destaca-se o processo instaurado em 1956 pela Associação Médica de Minas Gerais, sob a acusação de prática de curandeirismo, e pelo qual foi condenado a quinze meses de prisão (1958); entretanto, teve a sua pena reduzida à metade e não chegou a ser preso, uma vez que recebeu indulto do então Presidente da República, Juscelino Kubitschek, cuja filha também havia sido atendida pelo médium, sendo-lhe diagnosticados dois cálculos renais. Anos mais tarde, responderia a novo processo, sendo condenado a 18 de novembro de 1964. Desta vez, tendo compreendido o que era um indulto, recusou-o, sendo detido por sete meses em Conselheiro Lafaiete (MG), pelo exercício ilegal da medicina. Continuou a prática mediúnica mesmo dentro dos muros do presídio.
Nessa época, o estadunidense Henri Belk, fundador de uma fundação para pesquisa de fenômenos paranormais, acompanhado por Andrija Puharich (ou Henry K. Puharich), especialista em bioengenharia, deslocaram-se até Congonhas, acompanhados por dois intérpretes da Universidade do Rio de Janeiro e por Jorge Rizzini, espírita brasileiro, para iniciar uma pesquisa com Arigó. Na ocasião, o Dr. Puahrich teve extraído um lipoma de seu cotovelo esquerdo, em um procedimento indolor que consumiu apenas cinco segundos, executado com um canivete comum. A incisão de menos de 5 centímetros, com pouco sangue, não inchou, conforme documentado nítidamente em filme) por Rizzini, vindo a cicatrizar completamente, sem infecção.
Arigó morreu em 11 de janeiro de 1971, em um acidente de carro na rodovia BR-040.

## A técnica
Arigó tipicamente realizava raspagem dos olhos e inserção de objetos nas narinas. Por vezes, utilizava-se de facas e canivetes para fazer pequenas incisões e aparentava remover pequenas quantidades de material do corpo. Para alguns pacientes, Arigó fazia anotações ilegíveis em pedaços de papel dizendo serem receitas para medicamentos que somente seu irmão, um farmacêutico, dizia ser capaz de ler.